# قبيصة (اسم)
قبيصة هو اسم علم مذكر من أصل عربي، ومعناه هو الخفيف النشيط.

## شخصيات تحمل الاسم
- قبيصة بن جابر
- قبيصة بن ذؤيب (629 – )
- قبيصة بن عقبة

## وصلات خارجية
- موسوعة السلطان قابوس لأسماء العرب نسخة محفوظة 5 أبريل 2019 على موقع واي باك مشين.